# Club Balonmano Atlético Guardés
El Clube Balonmán Atlético Guardés es un club de balonmano femenino de España, del municipio gallego de A Guarda (Pontevedra, España). Fue fundado en 1967 y actualmente juega en la División de Honor, la máxima categoría del balonmano femenino en España, a la que ascendió en la temporada 2011/2012 y se proclamó campeón en la 2016/2017.

## Historia del club
- Temporada 1967 / 68, José Carlos Rodríguez Barros dio sus primeros pasos con un equipo femenino. Se comenzó a jugar en el Patio de Tierra, en el Colegio P.P. Somascos, de A Guarda. Al comienzo había que marcar las líneas de juego con cal, y cuando llovía, se volvían a marcar antes de la segunda parte.
- Temporada 1971/ 72, comienza una nueva Fase con el ya Atlético Guardés en 3.ª categoría Provincial clasificándose 2.º, jugando la fase de ascenso y ascendiendo a segunda División Provincial.
- Temporada 1981/ 82, el equipo en 2.ª división Provincial, es campeón y Asciende a 1.ª Provincial.
- Temporada 1984 / 85, el Equipo en 1.ª división Provincial, Campeón, juega la fase de Ascenso y logra el paso a 2.ª división Nacional.
- Temporada 1997 / 98, la Federación Territorial Otorga el Premio a la mejor labor del Deporte Base.
- Temporada 1998 / 99, Premio a la mejor labor de Base por 2.º año consecutivo. La FGBM Otorga el Premio Anual del Mejor Club.
- Temporada 1999/00, Premio a la mejor labor de Base por tercer año consecutivo. La FGBM otorga el Premio Anual a la Promoción Femenina.
- Temporada 2000/01, Premio a la mejor labor de Base por 4.º año consecutivo. La FGBM otorga el Premio a la deportividad. La jugadora Silvia Pérez va concentrada con la selección española júnior, que juega un torneo en Dinamarca.
- Temporada 2001/02, se logra :
  - Alevín Femenino Campeón provincial y campeón de Copa.
  - Cadete Femenino Campeón provincial, campeón de copa, subcampeón gallego en el campeonato que se celebró en O Porriño.
  - Juvenil Femenino Campeón Provincial, Trofeo Máxima Goleadora. Campeón Gallego Invicto.
  - La FGBM otorga el Premio a la Deportividad.
- Temporada 2002/03, La Junta de Galicia nos concede la Distinción como el Mejor Club de Galicia de Balonmano.
- Temporada 2012-2013: se clasificó por primera vez para participar en la Liga de Campeones de la EHF, llegando a la tercera ronda, donde fue eliminado por el Zvezda Zvenigorod de Rusia, siendo derrotado en los dos partidos de la eliminatoria por 36 - 15 y 20 - 28.[1]

## Palmarés
- División de Honor femenina (1): 2016-17.
- Copa Europea de la EHF femenina
  - Subcampeón: 2022-23.[2]

## Plantilla

### Plantilla equipo femenino 2025-2026
Plantilla para la temporada 2025/26
| Porteras - . Sabina Mínguez - 32. Estela Carrera Fernández Laterales - 15. Elena Martínez Ruíz - Ari Portillo - Lorena Téllez - Anouk Nieuwenweg - Nerea Gil - Rosane Serrano Centrales - 7. Blazka Haputman - 11. Cecilia Cacheda - 27. María Sancha González | Pivotes - 13. María Palomo Pineda - 17. Cristina Cifuentes Bermejo Extremos - 6. Jazmín Lucero Mendoza Peralta - 18. Carme Castro Viaño - 38. Ania Ramos Reyes |

### Entradas y salidas para la temporada 2025-26
Fichajes y salidas de la temporada Liga Guerreras Iberdrola 2025/26
| - Miriam Sempere (al UCAM de Murcia) - África Sempere (Retirada) - Pauli Fernández (al Zonzamas Plus Car Lanzarote) - Elena Amores (al Super Amara Bera Bera) - Itziar Martínez López (al KH-7 Bm Granollers) | - Sabina Mínguez (desde el Rocasa Gran Canaria) - Anouk Nieuwenweg (desde el MKS Lublin) - Lorena Téllez (desde el Aula Cultural) - Nerea Gil (desde el Zuazo femenino) - Rosane Serrano (desde el Kukullaga) - Ari Portillo (desde el Mecalia Atlético Guardés) |

### Cuerpo técnico

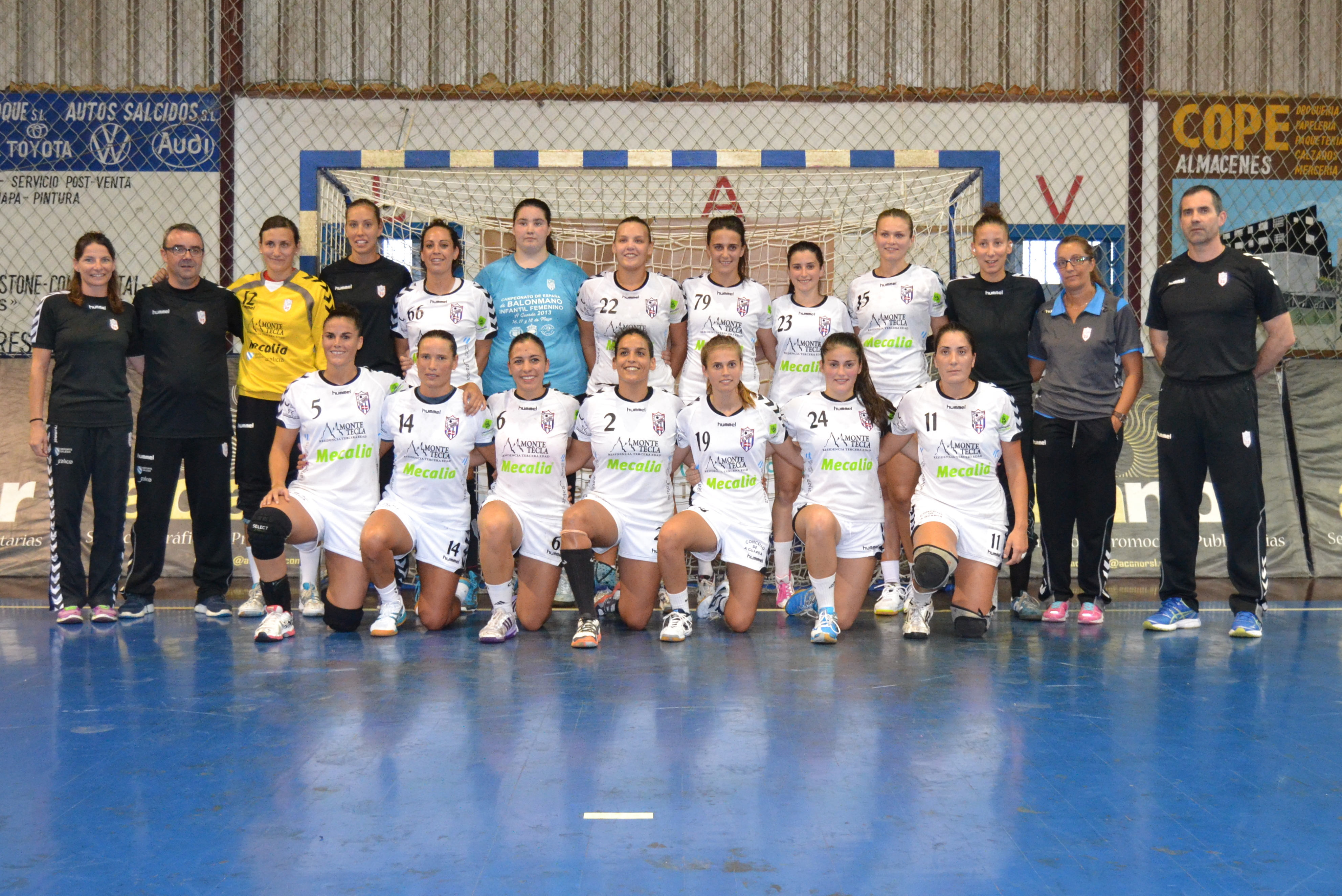
Plantilla 2015/2016

- Entrenadora:  Ana Seabra
- Ayudante: William Roque
- Preparador físico: Iván Vázquez
- Delegada: Gloria María Rodríguez